# Смертельний вірус
«Смертельний вірус» (англ. Terminal Virus) — постапокаліптичний американський фільм режисера Дена Голдена. Прем'єра відбулася 24 вересня 1995 року (США). Місце зйомок — Філіппіни.

## Сюжет
На початку XXI століття сталася ядерна війна, і одна з конфліктуючих сторін застосувала нову біологічну зброю, внаслідок чого сексуальні контакти між людьми стали фатальними. Протягом доби після сексу як чоловік так і жінка перетворювалися на агонізуючу масу і незабаром вмирали у страшних муках.
Кожна зі статей звинувачували в цьому одне одного, в результаті чого статева ненависть переросла в запеклі битви. Так що через 23 роки після Апокаліпсису на випаленій війною планеті із залишками людства, більше схожою на пустелю, залишилися тільки невеликі войовничі племена чоловіків і жінок, що постійно борються між собою. Вони представляли собою такі собі моторизовані банди на мотоциклах, автомобілях, джипах і бронетранспортерах, озброєні до зубів стрілецьким озброєнням і знаходяться в постійній бойовій готовності.

## Актори
- Сьюзан Африка — Королева амазонок,
- Джеймс Бролін — Маккейб,
- Ніккі Фріц — Кассандра,
- Брайан Генессе — Джо Найт,
- Крейг Джадд — Ріегер,
- Річард Лінч — Келлоуей,
- Кехлі О'бірн — Шара,
- Олена Саагун — Б'янка,
- Б'янка Рочіліллі — Жінка з телевізора (у титрах не зазначена).